# Kachovskajalinjen
Kachovskajalinjen (ryska: Каховская линия) är en 3,4 km lång tunnelbanelinje i Moskvas tunnelbana, bestående av tre stationer. Linjen är den kortaste i Moskvas tunnelbana, och den enda konventionella linje som inte har kontakt med ringlinjen.
Linjen bytte nummer från Linje 11 till Linje 11 A år 2016, eftersom den kommande Andra ringlinjen kommer att bli linje 11, och Kachovskajalinjen kommer i framtiden att bli en del av Andra ringlinjen.

## Historia
Trafik mellan stationerna startade 1969, då som en sydvästlig förlängning av Zamoskvoretskajalinjen, och stationen Kachovskaja blev Zamoskvoretskajalinjens sydvästra slutstation. Redan vid denna tid fanns planer på att bygga en större, yttre ringlinje och de tre stationerna var tänkta att ingå i den stora ringen. 
1984 fick södra delen av Zamoskvoretskajalinjen två grenar där den nya grenen gick rakt söderut. 1995 knoppades den ursprungliga sydvästra grenen Kasjirskaja - Kachovskaja av och blev formellt den nya Kachovskajalinjen.

## Framtida planer
Hela Kachovskajalinjen kommer att ingå i den kommande Andra ringlinjen, den nya stora ringen utanför den befintliga ringlinjen, så från 2018 kommer spåren dras vidare västerut och österut från de båda slutstationerna.

## Linjens stationer

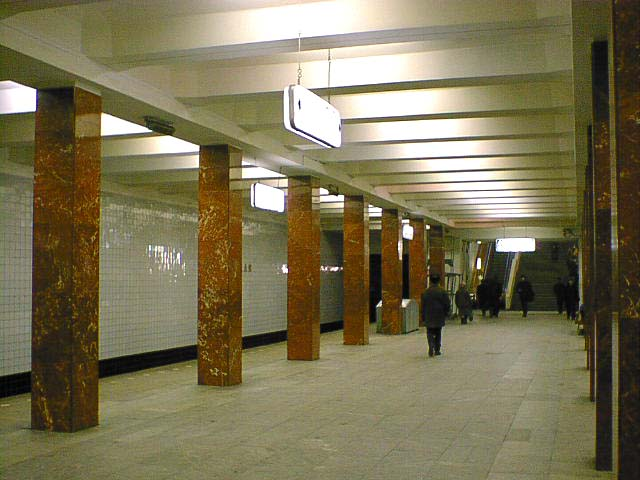
Slutstationen Kasjirskaja

- Kasjirskaja
- Varsjavskaja
- Kachovskaja